# ティドレ島

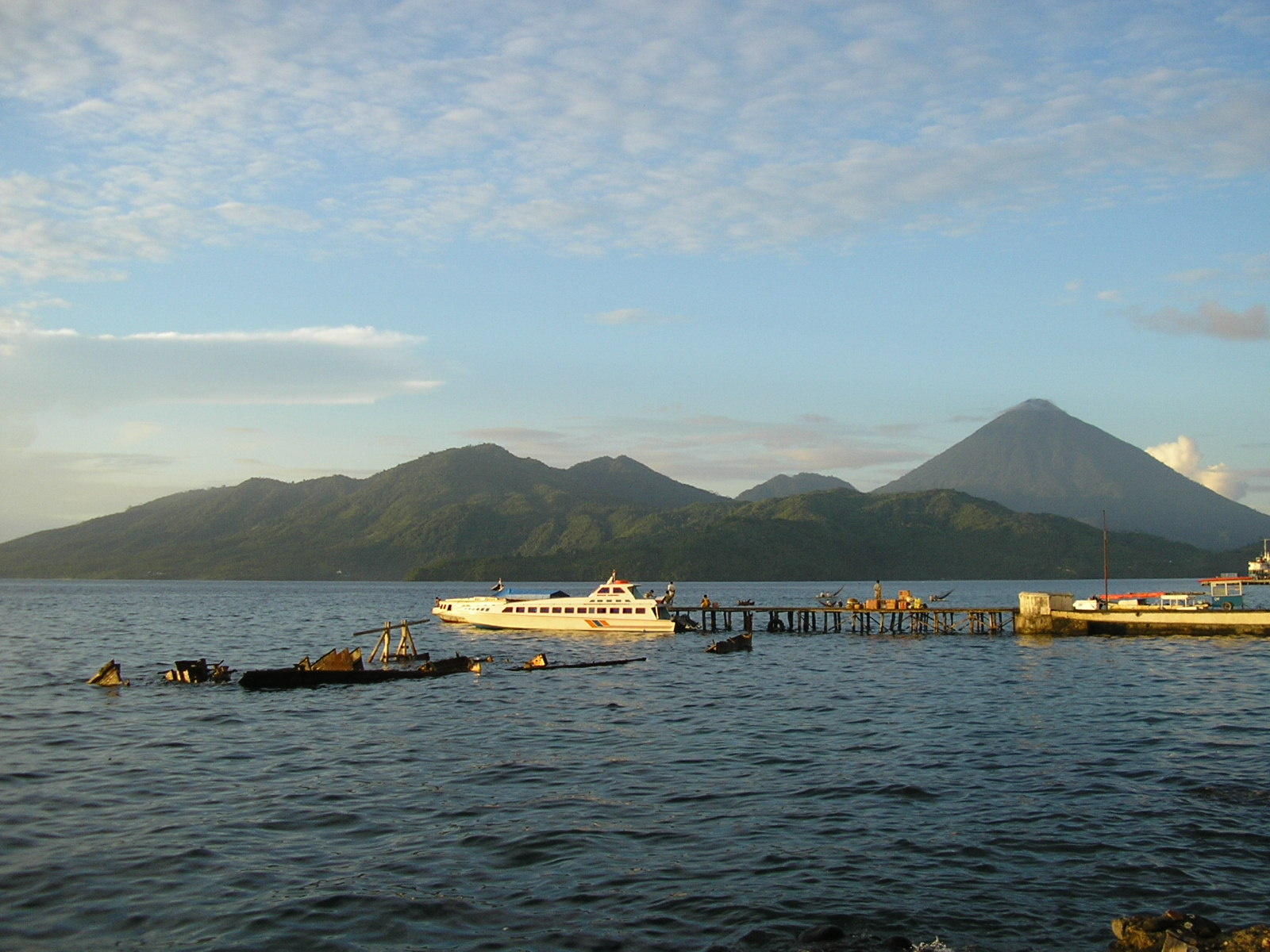
テルナテ島から見たティドレ島

ティドレ島（ティドレとう、インドネシア語: Tidore）はインドネシアのモルッカ諸島にある島。ハルマヘラ島の西海岸沖合10kmにあり、面積は120km2。人口は78,617人（2003年）。

## 歴史
ティドレ島のスルタンは、南部ハルマヘラ島のほとんどを支配していた。同時にブル島、アンボン島などの数多くの列島、ニューギニア島の海岸などを支配していた。 ティドレ人は16世紀にスペインと緩やかな同盟を結んでいて、島には数多くのスペインの砦があった。ティドレ人とスペイン人の間には相互不信があったが、ティドレ人にとってスペインの存在は、オランダの侵略に抵抗するのに役立った。
スペインがティドレ島及びテルナテ島から撤退する前の1663年、ティドレ島はオランダ東インド会社の支配に抵抗しつつ、この地域での独立した王国のひとつであった。 特にスルタンSaifuddinの下で、ティドレ法廷は、オランダにティドレ周辺との伝統的な結びつきを強めるための貢物として香辛料を支払わせるといった手腕を発揮していた。 その結果、Saifuddinは多くの住民に尊敬され、テルナテ島が頻繁に行っていたような王国を統治するためにオランダの軍隊の力を利用することは、ほとんど必要としなかった。
度重なるオランダの干渉にもかかわらず、18世紀後半まで、ティドレは独立した王国を維持した。テルナテ島と同様に、ティドレ島はオランダの香辛料根絶計画 (extirpatie) をこの地域で進めることを許してしまった。 このプログラムは、香辛料の生産を少ない土地に制限し、オランダの香辛料の独占を強化する狙いがあり、結果としてティドレ島は貧しくなり周辺地域への支配力も弱められた。
1980年9月に隣のテルナテ島のガマラマ山で大きな噴火があり、3万人がこの島に避難した。